# کاروانسرای سه
کاروانسرای سه مربوط به دوره قاجار است و در شهرستان اصفهان، سه راهی کاشان به مورچه خورت واقع شده و این اثر در تاریخ ۱۷ اسفند ۱۳۸۱ با شمارهٔ ثبت ۷۶۴۱ به‌عنوان یکی از آثار ملی ایران به ثبت رسیده است.